# Chelyorchis
Chelyorchis é um género botânico pertencente à família das orquídeas (Orchidaceae).